# Liomera rugata
Liomera rugata är en kräftdjursart som först beskrevs av H. Milne Edwards 1834.  Liomera rugata ingår i släktet Liomera och familjen Xanthidae. Inga underarter finns listade i Catalogue of Life.